# Audi R18 TDI
Pour les articles homonymes, voir R18.
L’Audi R18 TDI, couramment abrégé « R18 », est un coupé conçu par le constructeur automobile allemand Audi destiné à concourir en Le Mans Prototype (LMP1). Le prototype succède à partir de 2011 à l’Audi R15+ TDI dans les compétitions internationales d'endurance et notamment dans l’épreuve reine des 24 Heures du Mans.

## Historique

### Origines
La présentation officielle de ce nouveau prototype, qui a eu lieu le 10 décembre 2010, a permis de constater qu’Audi opte à nouveau pour un prototype fermé, ce qui n’était plus arrivé depuis l’Audi R8C de 1999. Le directeur d’Audi Motorsport, Wolfgang Ullrich, explique en effet qu’« à l’avenir, l’efficacité aérodynamique sera plus importante au Mans que par le passé. Une voiture fermée présente un net avantage de ce point de vue ». La coque est par ailleurs construite d’un seul tenant en fibre de carbone afin de limiter le poids et d’accroitre la rigidité.
Entre 2001 et 2003, le groupe Volkswagen avait engagé au Mans la Bentley Speed 8, une LMP1 fermée basée sur les Audi R8C (donc le développement avait continué malgré son abandon par Audi, pour donner une base à la Speed 8) et R8. Celle-ci gagna le Mans en 2003, devant les Audi R8. Le concept de voiture fermée, bien que délaissé par Audi, avait donc déjà été abordé par le groupe Volkswagen, et bien que digne descendante de la R15+, dont la R18 s'inspire par son concept aérodynamique, la partie cockpit de la R18 rappelle étrangement celui de la Bentley Speed 8, avec un pare brise très bombé, et un capot moteur qui se profile dans la longueur, pour se finir sur une arête presque verticale.
Poursuivant dans une stratégie de downsizing et contraint par le nouveau règlement LMP1 en termes de cylindrée du moteur et de brides à l’admission d’air, le moteur V10 5.5 L de la R15 est abandonné au profit d’un moteur V6 Diesel (dénommé « TDI » par Audi) d’une cylindrée de 3,7 L suralimenté par un turbocompresseur et associé à une inédite boîte séquentielle S-tronic à 6 rapports (contre seulement 5 auparavant),. Signature visuelle et esthétique des automobiles Audi depuis 2007, la R18 adopte également un éclairage entièrement à LED.

### 24 Heures du Mans 2011
Après des essais préliminaires en avril et des essais qualificatifs disputés, une Audi R18 s'empare de la première place pour le départ de la 79e édition des 24 Heures du Mans, devant les Peugeot 908 pour la première fois depuis 2007.
Le début de course voit les Audi R18 plus performantes que ses adversaires. La troisième R18 se défait rapidement d'une des deux Peugeot 908 la précédant mais une série de catastrophes s'abat sur l'équipe Audi en un court laps de temps.
L'Audi no 3 part à la faute pendant la première heure de course. Allan McNish, plusieurs fois vainqueur du Mans (faisant équipe avec Tom Kristensen et Rinaldo Capello) sur Audi et Porsche, dépasse Timo Bernhard sur l'Audi no 1 et accroche la Ferrari no 58 d'Anthony Beltoise dans le S de la chapelle. La voiture part en travers, s'envole et s'écrase dans le mur de pneus après quelques vrilles. L'Audi ne blessera que légèrement les journalistes et commissaires de piste présents derrière le rail et le pilote en sort indemne.
Le deuxième accident a lieu après huit heures de course, à l'abord du virage d'Indianapolis, au bout de la courbe du Golf, où l'Audi no 1, percutée par la Ferrari 458 Italia no 71, part à la faute à plus de 320 km/h, s'écrasant dans le mur à 303 km/h selon les données télémétriques de la voiture rapportées par Audi Sport avant de se disloquer et de prendre feu. Transporté à l’hôpital, le pilote Mike Rockenfeller, vainqueur l'an dernier, ressort seulement contusionné. La course est interrompue pendant environ 2 h 20, le rail étant endommagé et l'Audi totalement détruite. 
La fraîcheur de la nuit permet alors aux 908, plus performantes dans des conditions de température extrêmes, de reprendre leur souffle, et elles reprennent seconde après seconde à la R18 rescapée. Sébastien Bourdais prend même la tête pour près de 2 min, mais un nouveau safety car va réduire cet avantage à néant. Puis dès que la chaleur du jour revient sur le circuit, l'Audi no 2 reprend son avantage de vitesse pour revenir à la première place.
Après les deux abandons, et un coup de poker dans le dernier relais, car la R18 no 2 du Team Joest était à court de carburant, celle-ci offre la victoire à Audi au Mans devant quatre Peugeot (dont trois officielles) avec 13 s 854 d'avance.